# Innis College
Innis College é uma das faculdades constituentes da Universidade de Toronto. É uma das menores faculdades componentes da universidade, em área, e o segundo menor em termos de número de estudantes, com cerca de 1,5 mil estudantes registrados. Localiza-se no campo ocidental histórico do câmpus central da universidade, ao norte da Biblioteca Robarts, e foi nomeado em homenagem ao economista político Harold Innis, que foi um professor da universidade.